# Holte (Grevinge Sogn)
 Der er flere lokaliteter med dette navn, se Holte.
Holte i Grevinge Sogn er en meget lille landsby, der, da navnet er uden mandsnavn og torp- (rup, drup, strup) endelse, skønnes at være anlagt i middelalderen. Landsbyens navn Holt betyder skovstykke, ofte i betydningen kuperet, stenet, dårlig jord. Holte er en såkaldt skovlandsby, der blev anlagt i den meget store løvskov, der tidligere dækkede hele området. I en skovlandsby levede bønderne i større omfang af skovbrug, som fx tømmerhugning, kulsvidning, mindre træhåndværk og græsning af grise og kvæg, end i landsbyer anlagt i mere åbent terræn. Siden er skoven blevet hugget helt ned. Der blev i området dog bevaret to små skovstykker, Holtemosen og Løkken, som  muligvis aldrig har været opdyrket, da den er meget stenet og fyldt med mosehuller. De to skovstykker er i dag en del af statsskoven Grevinge Skov, som ligger for enden af Holtevej.  
Landsbyen beskrives af degnen Lyder Høyer, i hans beretning fra midt i 1700-tallet. Han skriver, at han talte med egnens ældre, der fortalte, at sidst i 1600-tallet dækkede bøgeskov hele området. I 1700-tallet var skoven næsten helt borthugget. Holt Bye bestod dengang af fire gårde og tre huse uden jord. 
I forbindelse med landboreformerne sidst i 1700-tallet, blev to af byens gårde udflyttet. En del af sognets overdrev, der lå ved Holte, blev i samme forbindelse udstykket til en række nye matrikler, hvor der siden er bygget små husmandssteder og ved skoven en skovfogedgård. Resten af overdrevet blev gjort til fredsskov og udgør i dag Grevinge Skov.  
Der er fortsat to delvist bevarede længegårde (beboelse i den ene ende og stald i den anden) fra 1700-tallet på Holtevej. Gårdene er opført i det egnstypiske og i dag ganske sjældne sidebåndsbindingsværk.   
|  | Denne artikel om lokaliteten Holte (Grevinge Sogn) kan blive bedre, hvis der indsættes et (bedre) billede. Du kan hjælpe ved at afsøge Wikimedia Commons for et passende billede eller lægge et op på Wikimedia Commons med en af de tilladte licenser og indsætte det i artiklen. |

55°48′45″N 11°36′11″Ø / 55.8126°N 11.6031°Ø